# De vloek van Woestewolf (televisieserie)
De vloek van Woestewolf is een Nederlandse televisieserie, die begin 1974 door de NOS werd uitgezonden op Nederland 2. De serie werd geschreven door Paul Biegel en geregisseerd door Thijs Chanowski. Afleveringen werden gefilmd in een lege studio, waarna met de chromakey-techniek een door Carl Hollander getekend decor er achter werd geplakt. Biegels scenario zou later nog onder dezelfde naam worden uitgegeven in boekvorm.

## Rolverdeling
- Henk van Ulsen: Dokter Kroch
- Henk Molenberg: Valet
- Tabe Bas: Oenk
- John Lanting: Boenk
- Maya Bouma: Vrouw Kippeveeder
- Louis Borel: Abt
- Ton van Duinhoven: Hertog van Woestewolf
- Jeroen Krabbé: Hertog Maximiliaan
- Henk Uterwijk: Hertog Menomiliaan
- Sylvia de Leur: Sylvia
- Jan Lemaire sr.: Willibald
- Elsa Lioni: Zigeunerin

## Afleveringen
- 6 januari - De kist
- 13 januari - Wondere Willibald
- 20 januari - De witte jonkvrouw
- 27 januari - Dans in de herberg
- 3 februari - Het spel van de komedianten
- 10 februari - De ruïne
- 17 februari - Spookfeest in de nacht

- 24 februari - Behekste handen
- 3 maart - Het lied van de nar
- 10 maart - Goudkoorts
- 17 maart - In het hol van de wolf
- 24 maart - Illusie
- 31 maart - De laatste akte